# 듀트리온 빔 송전 시스템
듀트리온 빔 송전 시스템(영어: Deutrion Beam Energy Transfer System, 일본어: デュートリオンビーム送電システム)은 TV 애니메이션 《기동전사 건담 SEED DESTINY》에 등장하는 가공의 과학기술이다.

## 작품 내에서의 설정
《기동전사 건담 SEED》에서의 전쟁 막바지에 '뉴트론 재머 캔슬러(약칭 NJC)'의 등장으로 다시금 모빌슈트(MS)에 핵동력을 탑재하거나, 핵에너지의 사용 및 무기화가 가능해졌지만, 정전 이후에 체결된 유니우스 조약에 의해 사용이 금지되면서 다시 핵동력을 사용할 수 없게 되었다. 또한 모빌슈트의 무장이나 본체의 성능이 기술의 폭발적인 발전으로 인해 초고속으로 향상되고 있는 가운데, 아이러니하게도 배터리의 용량은 이를 따라잡을 수 없는 상황이어서 그 해결책이 시급하게 필요하게 되었다. 이러한 상황에서 핵동력을 이용하지 않고 모빌슈트(MS)의 활동 시간을 연장시키기 위한 방법으로 자프트에 의해 개발된 전력 공급(또는 재충전) 시스템이다. 이 시스템은 출격 후 전투 중인 모빌슈트가 짧은 시간이겠지만 적에게 등을 보여 격추당할 수도 있다는 위험을 모두 감수하면서도 함내로 굳이 귀환할 필요없이 전장에서 에너지를 보급받을 수 있는 시스템이지만 이는 기체를 기본적으로 움직이거나 빔 병기 구동에 쓰이는 전력만 해당될 뿐이고, 모빌슈트가 날아다니기 위해서 필요한 가장 중요한 추진제(연료)와 실탄 무기의 탄약 등은 당연히 귀환하여 보급•정비를 받아야 하는 단점 아닌 단점이 존재하는 임시방편적인 시스템이다.

## 같이 보기
- 기동전사 건담 SEED DESTINY